# Papilio dardanus
A Papilio dardanus a rovarok (Insecta) osztályának lepkék (Lepidoptera) rendjébe, ezen belül a pillangófélék (Papilionidae) családjába tartozó faj.

## Előfordulása
A Papilio dardanus előfordulási területe a Szahara sivatagtól délre fekvő, úgynevezett Fekete-Afrika; ahol aztán széles körben elterjedt és közönséges. Az afrotropikus faunaterületnek a része.

## Alfajai
Eddig 13 alfaját azonosították:
- Papilio dardanus antinorii Oberthür, 1883 (Etiópia magasabban fekvő részei)
- Papilio dardanus byatti Poulton, 1926 (Szomália északi magasabban fekvő részei)
- Papilio dardanus cenea Stoll, [1790] (Dél-Mozambik, Kelet-Zimbabwe, Botswana, Dél-afrikai Köztársaság, Szváziföld)
- Papilio dardanus dardanus Brown, 1776 (Szenegál, Bissau-Guinea, Guinea, Sierra Leone, Libéria, Elefántcsontpart, Ghána, Burkina Faso, Togo, Benin, Nigéria, Kamerun, Egyenlítői-Guinea, Gabon, Kongói Köztársaság, Közép-afrikai Köztársaság, Angola, Kongói Demokratikus Köztársaság, Uganda, Nyugat-Kenya, Észak-Zambia)
- Papilio dardanus figinii Storace, 1962 (Eritrea magasabban fekvő részei)
- Papilio dardanus flavicornis Carpenter, 1947 (Mt Kulal, Északnyugat-Kenya)
- Papilio dardanus humbloti Oberthür, 1888 (Comore-szigetek)
- Papilio dardanus meriones C. & R. Felder, 1865 (Madagaszkár)
- Papilio dardanus meseres Carpenter, 1948 (Uganda, Délnyugat-Kenya, Tanzánia: a Viktória-tó nyugati, déli és délkeleti partjai)
- Papilio dardanus ochraceana Vane-Wright 1995 (Mt. Marsabit, Észak-Kenya)
- Papilio dardanus polytrophus Rothschild & Jordan, 1903 (Kenya: a Nagy-hasadékvölgytől keletre fekvő magasabb részek)
- Papilio dardanus sulfurea Palisot de Beauvois, 1806 (São Tomé és Príncipe, Bioko)
- Papilio dardanus tibullus Kirby, 1880 (Kelet-Kenya, Kelet-Tanzánia, Malawi, Zambia)

## Megjelenése
Habár a hím nagyjából ugyanúgy néz ki elterjedési területének minden részén, a nősténynek akár 14 különböző alakja is lehet; mindig más, mérgező fajokat próbál utánozni.

## Képek

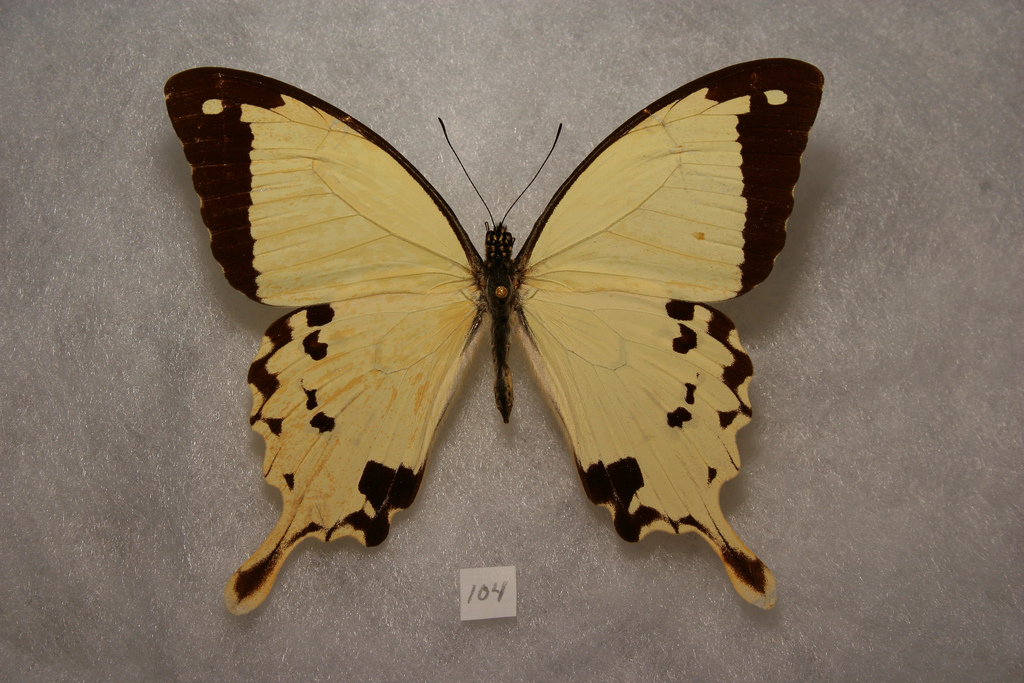
Hímek
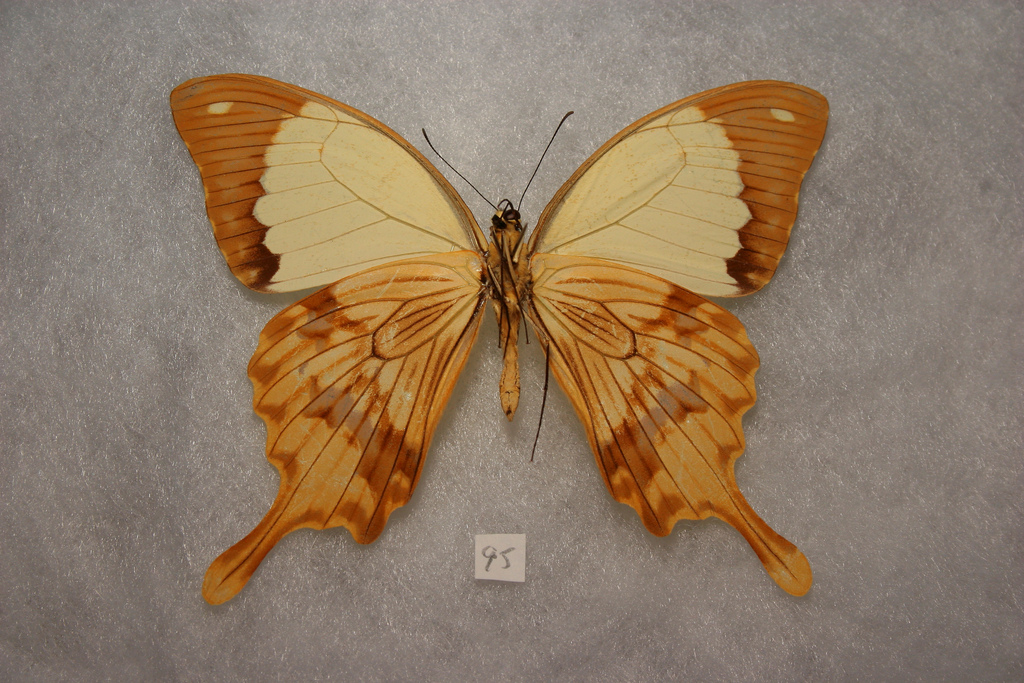
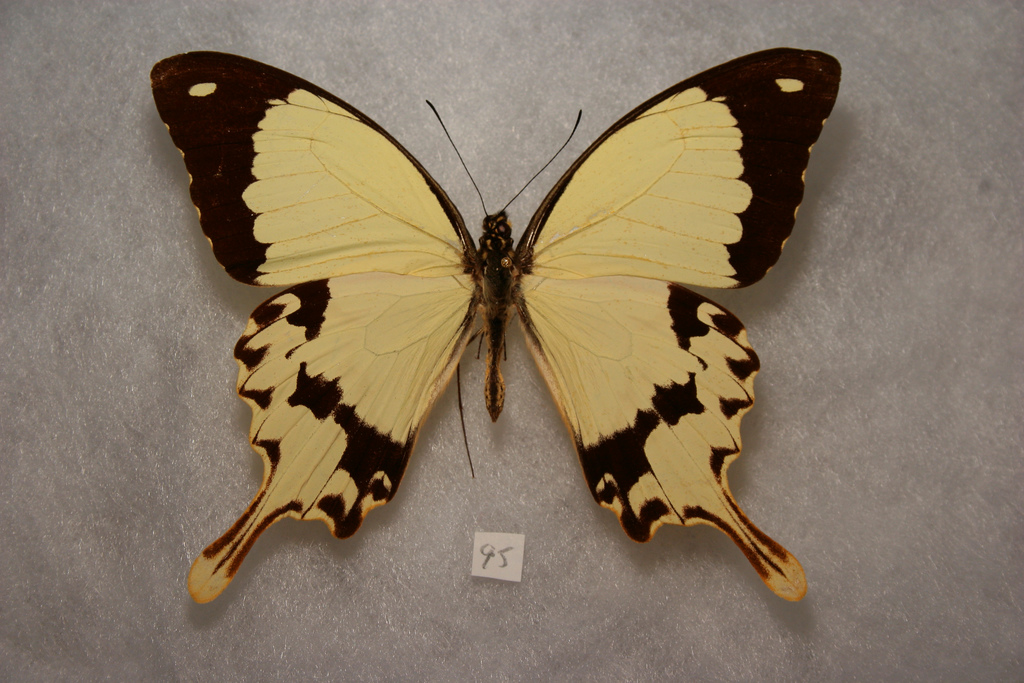
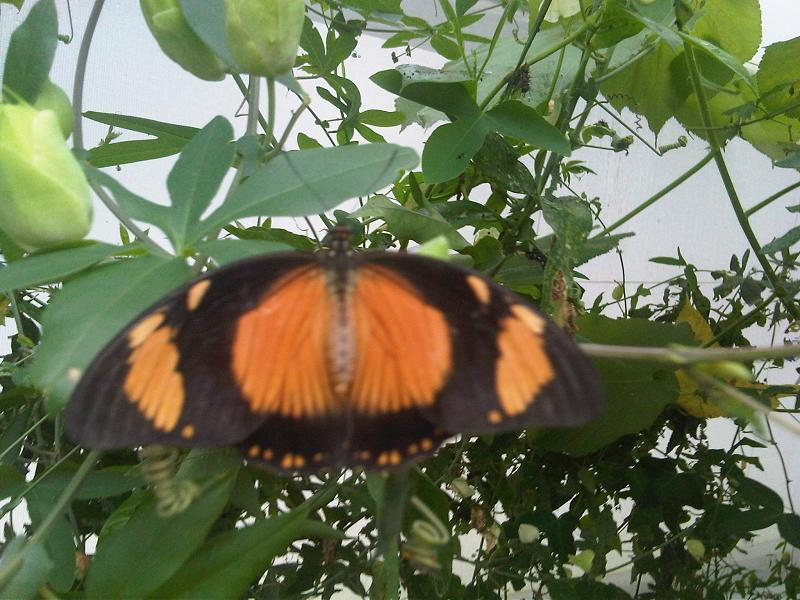
Nőstények
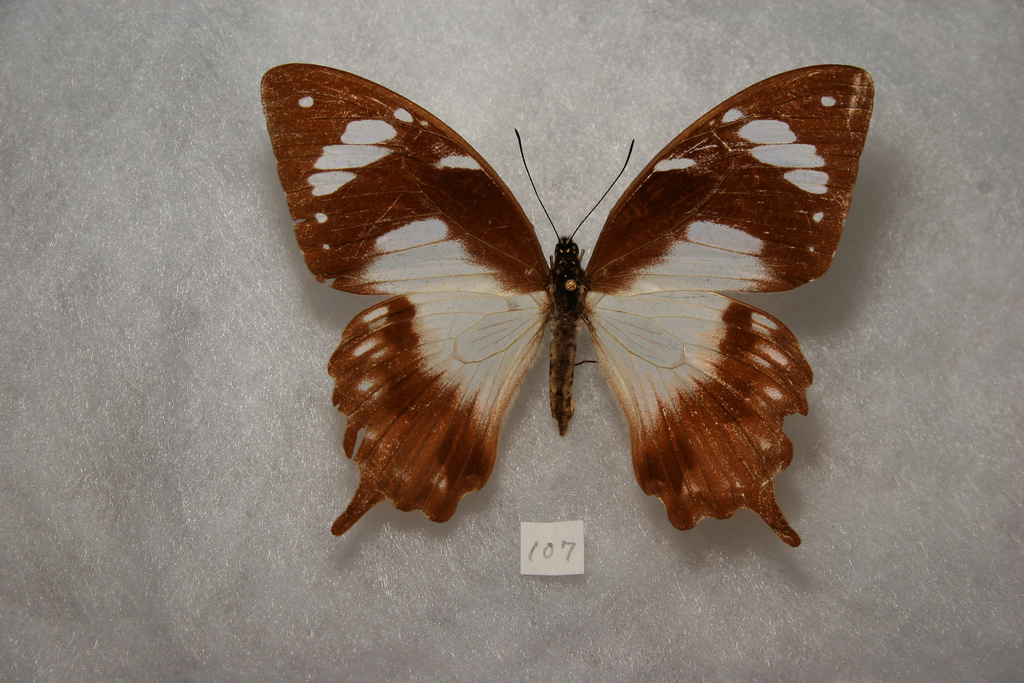
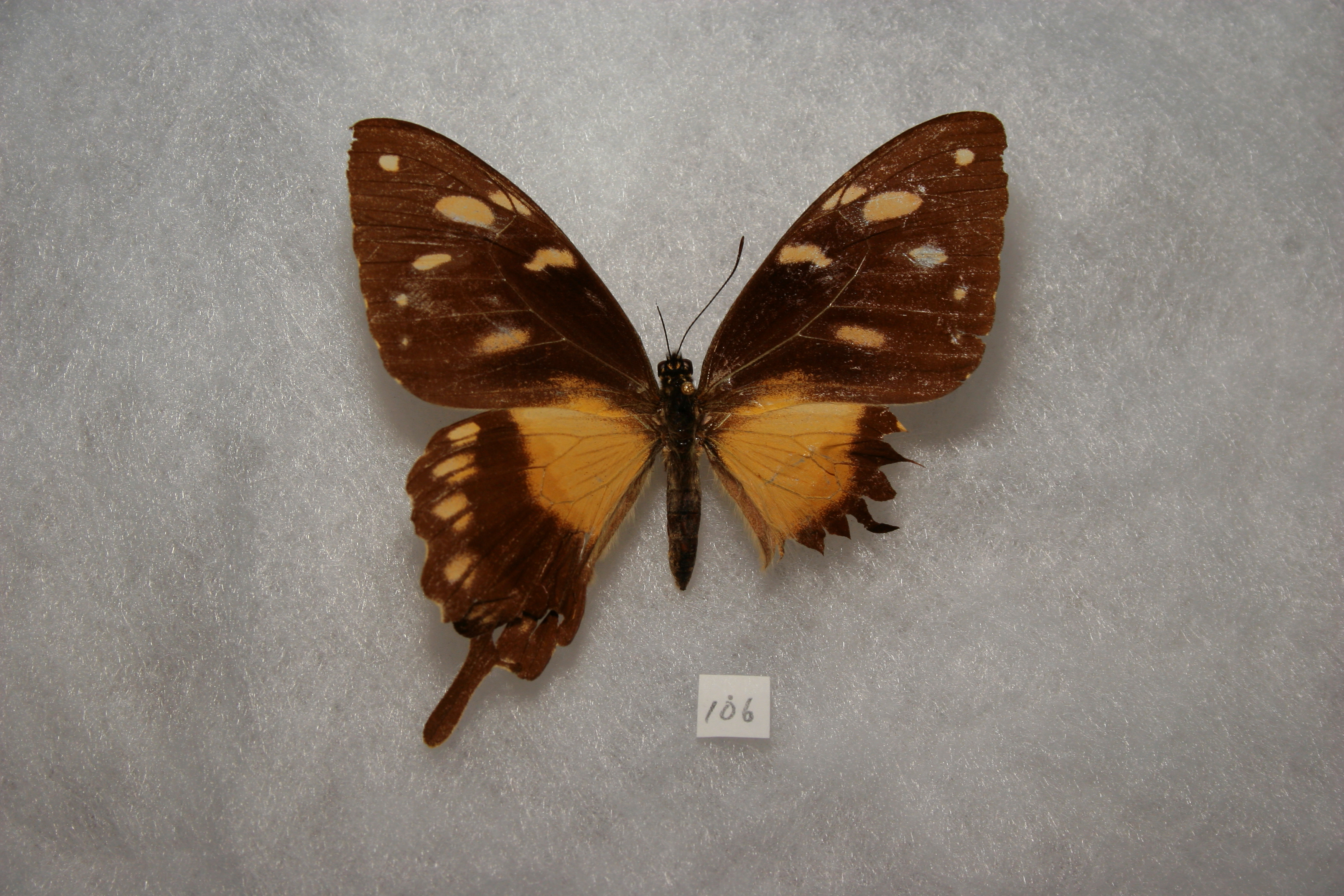
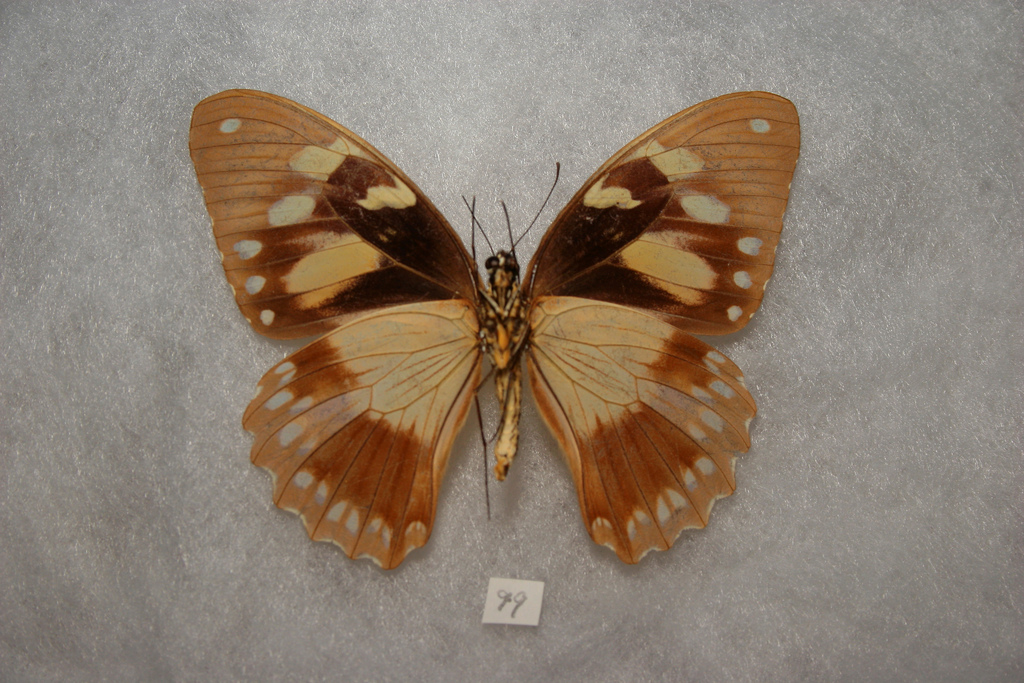
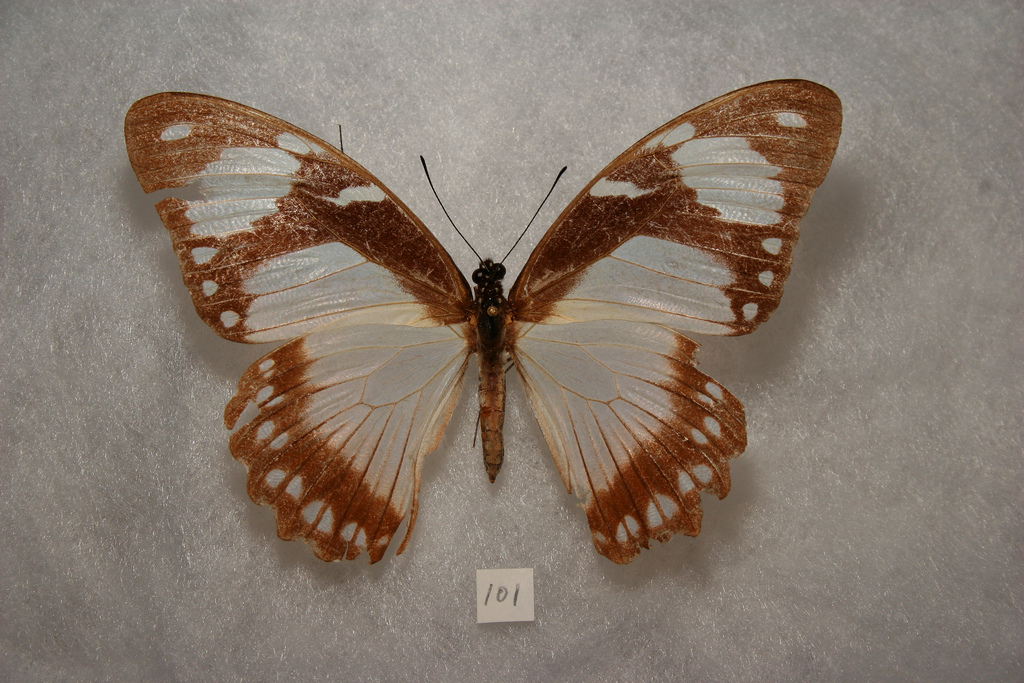
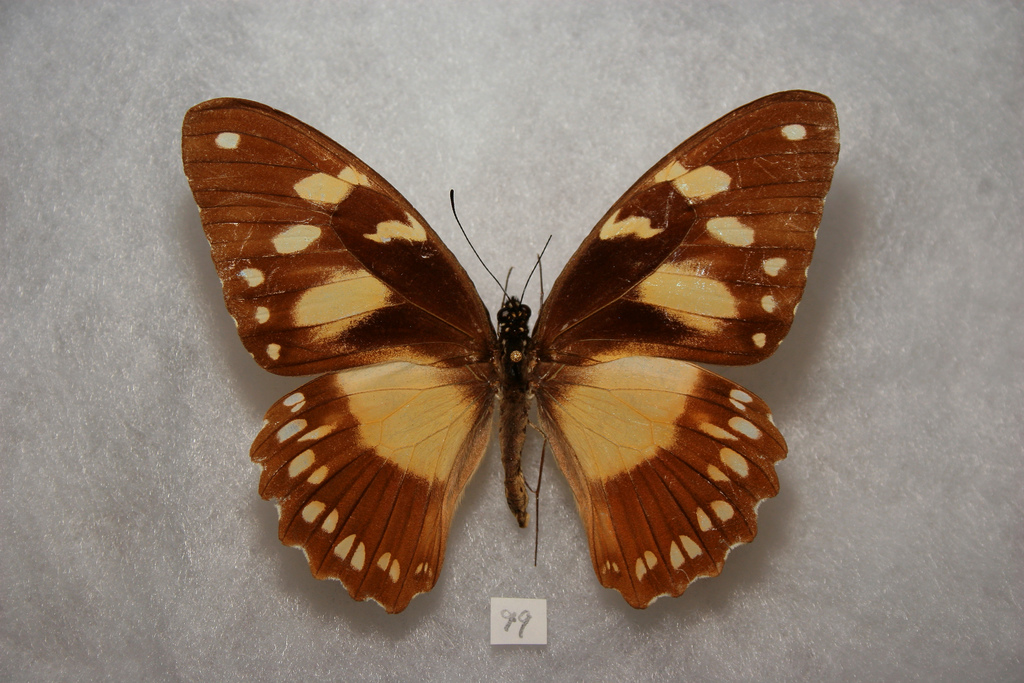
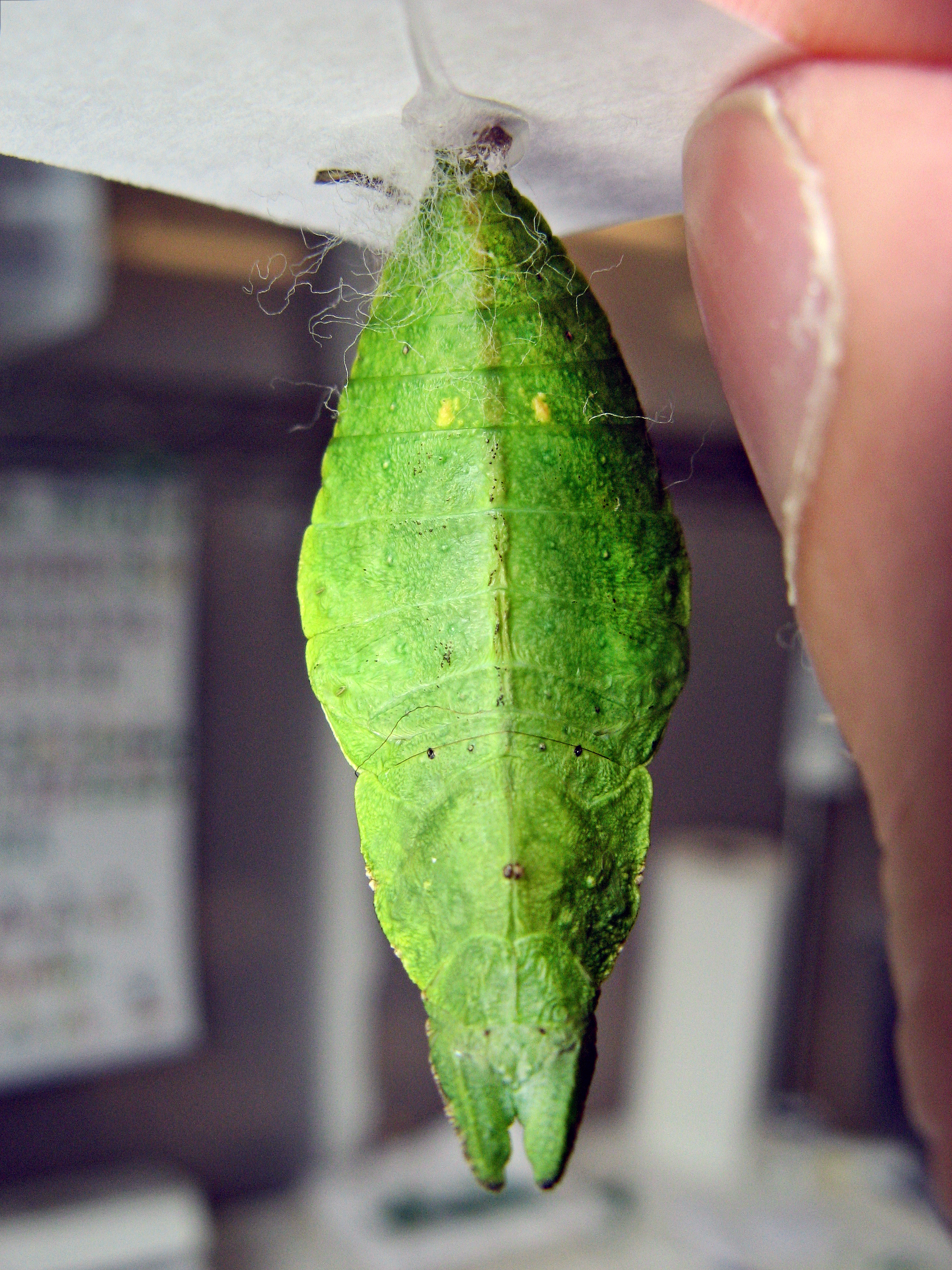
A bábja

## Fordítás
- Ez a szócikk részben vagy egészben  a   Papilio dardanus című angol Wikipédia-szócikk ezen változatának fordításán alapul.  Az eredeti cikk szerkesztőit annak laptörténete sorolja fel. Ez a jelzés csupán a megfogalmazás eredetét és a szerzői jogokat jelzi, nem szolgál a cikkben szereplő információk forrásmegjelöléseként.